# Jakob Schmid
Jakob Schmid, nacido el 25 de julio de 1886 en Traunstein, y fallecido el 16 de agosto de 1964, fue un conserje alemán en la Universidad Ludwig Maximilian de Múnich. Es conocido porque el 18 de febrero de 1943, delató a los hermanos Hans y Sophie Scholl, miembros del grupo de resistencia Rosa Blanca, por distribuir panfletos y propaganda contra el régimen nacionalsocialista.

## Schmid y los hermanos Scholl

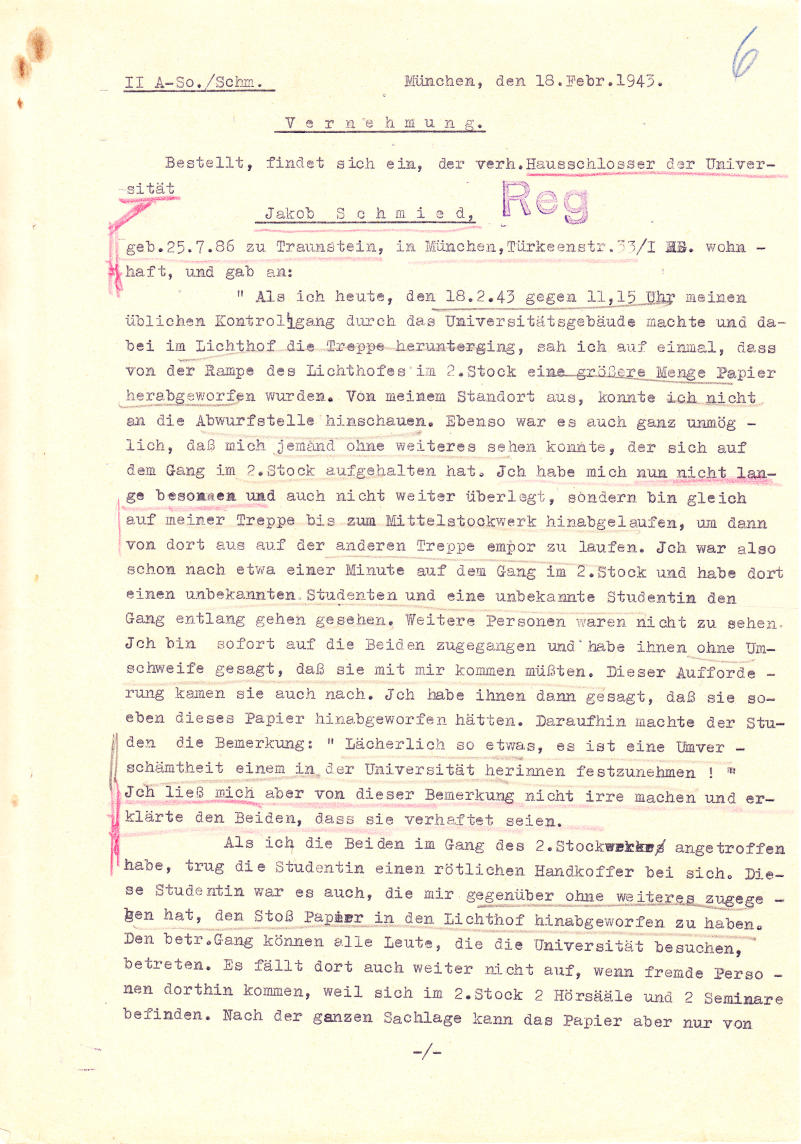
Declaración de Jakob Schmid del 18 de febrero de 1943.

En 1926, Jakob comenzó a trabajar en la universidad como conserje, y en 1933 se unió a las SA, y, años después, en 1937, se unió al NSDAP.
Alrededor de las once y cuarto de la mañana, el 18 de febrero de 1943, Schmid se fijó en los hermanos Scholl repartiendo panfletos en el atrio de la universidad, decidió confrontarlos cuando estos iban a abandonar el edificio, y los envió al secretario de la universidad, Albert Scheithammer. Al estar el director, Walther Wüst, ausente en ese momento, Jakob y Scheithammer decidieron llevar a los hermanos al cónsul de la universidad, Ernst Haeffner, que los entregó a la Gestapo.
Sophie, Hans y otros miembros de la Rosa Blanca fueron sentenciados a morir en un juicio fraudulento el 22 de febrero de 1943, tres de los condenados serían ejecutados el mismo día con el método de la guillotina en la Prisión de Stadelheim, entre estos tres se encontrarían Sophie y Hans, además de Christoph Probst. 
Jakob Schmid recibió una recompensa de tres mil marcos del reich y fue ascendido de trabajador de cuello azul, es decir, de lo más bajo de la jerarquía laboral, a empleado profesional. Cientos de estudiantes aplaudirían la acción del conserje en una ceremonia organizada como agradecimiento para cohibir aún más la resistencia estudiantil. Jakob respondería al agradecimiento con un saludo nazi.

## Tras la guerra
Tres días después de finalizar la Segunda Guerra Mundial, el once de mayo de 1945, Jakob fue arrestado por las fuerzas de ocupación de los Estados Unidos. De este arresto fue liberado trece semanas después, pero perdió su trabajo, y un año después, en 1946, fue llevado a tribunales en un proceso de desnazificación bajo el liderazgo de Karl Mayer.
Durante este juicio, que duró cuatro horas, Jakob se defendió comentando que sus acciones no habían tenido nada que ver con el contenido de los panfletos que los hermanos repartían, sino que simplemente estaba haciendo su trabajo de conserje, pues distribuir panfletos estaba prohibido según las normas de la universidad.
Sin embargo, la defensa de Jakob fue rechazada, y Karl Mayer lo clasificó de criminal mayor de lo que se le acusaba según la categoría establecida por el gobierno militar de los Estados Unidos. Por ello, Jakob fue sentenciado a cinco años en un campo de trabajo, y se le quitó su pensión, además de perder su derecho a voto y de tener un puesto público. Jakob intentó dos veces apelar su sentencia, sin éxito, diciendo en una que él estaba haciendo su deber. Finalmente, Jakob cumpliría su sentencia completa y quedaría en libertad en 1951, y al poco tiempo se le devolvieron su pensión y sus derechos civiles. Jakob falleció en 1964.